# أنابيل ثيربانتس
أنابيل ثيربانتس (بالإسبانية: Annabel Cervantes)‏ هي كاتِبة إسبانية، ولدت في 1969 في برشلونة في إسبانيا.